# Lega Nazionale B (calcio femminile)
La Lega Nazionale B è il secondo livello del campionato svizzero femminile di calcio.
È composta da dieci squadre che disputano un doppio girone di andata e ritorno.
Le prime due classificate accedono al torneo di promozione/relegazione assieme alle ultime due di Women's Super League: un girone a quattro squadre (andata e ritorno), in cui la prima e la seconda classificate ottengono il diritto di giocare in Lega Nazionale A durante la stagione seguente.
Le altre otto squadre (dalla terza alla decima) disputano il torneo contro la relegazione, dove, dimezzati i punti ottenuti in campionato, s'incontrano in un girone all'italiana (di sola andata): le ultime due retrocedono in Prima Lega.

## Albo d'oro
| Stagione  | Vincitori                  | Promosse                      |
| --------- | -------------------------- | ----------------------------- |
| 1974-1975 |                            |                               |
| 1975-1976 |                            |                               |
| 1976-1977 |                            |                               |
| 1977-1978 |                            |                               |
| 1978-1979 |                            |                               |
| 1979-1980 |                            |                               |
| 1980-1981 |                            |                               |
| 1981-1982 |                            |                               |
| 1982-1983 |                            |                               |
| 1983-1984 |                            |                               |
| 1984-1985 |                            |                               |
| 1985-1986 |                            |                               |
| 1986-1987 |                            |                               |
| 1987-1988 |                            |                               |
| 1988-1989 |                            |                               |
| 1989-1990 |                            |                               |
| 1990-1991 |                            |                               |
| 1991-1992 |                            |                               |
| 1992-1993 |                            |                               |
| 1993-1994 |                            |                               |
| 1994-1995 |                            |                               |
| 1995-1996 |                            |                               |
| 1996-1997 |                            |                               |
| 1997-1998 |                            |                               |
| 1998-1999 |                            |                               |
| 1999-2000 | Rot-Schwarz Thun e Yverdon | Rot-Schwarz Thun e Yverdon    |
| 2000-2001 | Staad e Root               | Staad e Root                  |
| 2001-2002 | Blue Stars Zurigo e Baden  | Blue Stars Zurigo e Baden     |
| 2002-2003 | Staad e Rot-Schwarz Thun   | Staad e Rot-Schwarz Thun      |
| 2003-2004 | Malters                    | Malters                       |
| 2004-2005 | Rot-Schwarz Thun           | Rot-Schwarz Thun              |
| 2005-2006 | Yverdon                    | Yverdon                       |
| 2006-2007 | Root                       | Root e Schlieren              |
| 2007-2008 | Ruggell (Liechtenstein)    | Concordia Basilea e Schlieren |
| 2008-2009 | Rapperswil-Jona            | Rapperswil-Jona e Staad       |
| 2009-2010 | San Gallo                  | San Gallo                     |
| 2010-2011 | Schlieren                  | Schlieren e Schwyz            |
| 2011-2012 | Rapid Lugano               | Thun                          |
| 2012-2013 | Aarau                      | Neunkirch                     |
| 2013-2014 | Rapid Lugano               | Rapperswil-Jona               |
| 2014-2015 | Derendingen                | Rapid Lugano                  |
| 2015-2016 | Zurigo U-21                | Derendingen                   |
| 2016-2017 | Aarau                      |                               |
| 2017-2018 | Servette Chênois           | Servette Chênois              |
| 2018-2019 | San Gallo-Staad            | San Gallo-Staad               |
| 2019-2020 | Thun                       | Nessuno                       |
| 2020-2021 | Aarau                      | Aarau                         |
| 2021-2022 | Thun Berner Oberl.         | Rapperswil-Jona               |
| 2022-2023 | Zurigo M21                 | Thun Berner Oberl.            |